# Gyimesi racka juh
A gyimesi racka juh a hegyvidéki racka juhok legtipikusabb képviselője.

## Elnevezése
A gyimesi racka juh alföldi elnevezése a „purzsa”, amely valószínűleg a birszán szó elferdítéséből származik. Az emlékezet mind a mai napig megőrizte a „purzsás oláhok” Alföldre járását, ami a trianoni békediktátumig megvolt. A telelő purzsások közül többen is itt maradtak, szolgálatot vállaltak, így az erdélyi románság állattartó gyakorlata és szókincse is hathatott az alföldi juhászatra. Innen eredhet a gyimesi racka másik elnevezése is, az „oláh racka”. A 18. században nyírségi és erdélyi vándorpásztorokat vagy juhászokat purzsásoknak is nevezték.

## Története
Erdélyben alakult ki a középkor végén, elsősorban székelyek és csángók tenyésztették. Régebbi leírásokban említik székácsmenti, korponai, háromszéki juhként is. Fajtatisztán ma már csak a havasi legelőkön található meg, innen került hazánkba az utóbbi húsz évben a ma mintegy 2000 egyedből álló populáció magja.

## Megjelenése
Jelentősen különbözik a magyar racka juhtól, jobban alkalmazkodott a mostoha időjárási körülményekhez. A legnagyobb termetű juhfajta a rackajuhok csoportjában. Gyapja nem olyan durva, mint a magyar rackáé, finomabb pehelyszálakkal kevert, színe szinte teljesen fehér, kivéve a szem körüli „ókulát” és a lábvégi barna-fekete foltokat. A fekete foltokkal fedett rész pigmentált, a fehér bundával fedett pigmenthiányos. A gyimesi racka nőstényei sarló alakú szarvat viselnek, de ez meglehetősen rövid, sok a szarvatlan egyed is. A kosok szarva csigaszerű 1,5-2,25 csavarulattal. A nőstények tömege 45–65 kg, a kosoké 62–86 kg.

## Tartása, gazdasági haszna
Nagyon igénytelen fajta. A téli legeltetésének - a magyar rackáéhoz hasonlóan - két szakasza van. Az egyik a telelő legeltetés, amelyik általában szeptember végétől Szent György napig tart, a másik pedig az ellető legeltetés, amelyik általában március elején kezdődik és ugyancsak Szent György napig tart. Rendszeresen fejik, tejtermelése jó, meghaladja a 65 litert. Erdélyben a tejét még az esztenákon, a pásztorszállásokon feldolgozzák, sajtot és ordát készítenek belőle. Jó húsformákat mutat, húsa ízletes. A gyimesi racka juh durva gyapjúját idővel kiszorította (a keleti országrészben) a finomabb merinói gyapjú. A juhot régebben kétszer nyírták: tavasszal és ősszel, a bárányokat külön nyáron.
A szűr posztója többnyire a gyimesi racka gyapjából, négynyüstös, sávolyos szövéssel készült. Más juhszőrből is készülhetett, például magyar racka gyapjújából, de ez a szűrszabó mesterek szerint nem volt olyan jó minőségű, mint a „purzsa” szőre.
Romániában a fajta nagy létszáma miatt nem védett. Tartása hagyományos módon, igen kemény körülmények között folyik, szinte egész évben a havasi legelőkön van, csak a téli hónapokban szorul be a pajtákba, ha nagy a hó. Hazánkban a tenyésztés célja a fajta tiszta vérű fenntartása és a génmegőrzés.